# 星野太
星野 太（ほしの ふとし、1983年 - ）は、日本の哲学者、美学者。専攻は現代哲学、美学、美学史、表象文化論。学位は博士（学術）（東京大学・2014年）。東京大学准教授。

## 略歴
- 2001年4月 - 2003年3月、東京大学教養学部前期課程
- 2003年4月 - 2005年3月、東京大学文学部美学芸術学専修課程
- 2005年4月 - 2007年3月、東京大学大学院総合文化研究科修士課程
- 2007年4月 - 2011年3月、東京大学大学院総合文化研究科博士課程単位取得満期退学
  - 2014年、東京大学大学院総合文化研究科博士課程修了（博士論文「修辞学的崇高の系譜学――ロンギノスから現代へ」、主査：中島隆博、副査：小林康夫、高田康成、岡田温司、宮崎裕助）[1][2]
- 2007年 - 2008年、リヨン大学（第３大学）哲学部
- 2009年4月 - 2011年3月、日本学術振興会特別研究員（DC2）
- 2011年4月 - 2012年5月、日本学術振興会特別研究員（PD）
- 2011年4月 - 2012年3月、東京大学大学院総合文化研究科・教養学部附属「共生のための国際哲学研究センター」（UTCP）共同研究員
- 2012年4月 - 2015年3月、高崎経済大学経済学部非常勤講師
- 2012年6月 - 2014年2月、東京大学大学院総合文化研究科・教養学部附属「共生のための国際哲学研究センター」（UTCP）上廣共生哲学寄附研究部門・特任助教
- 2014年2月 - 2016年3月、東京大学大学院総合文化研究科・教養学部附属「共生のための国際哲学研究センター」（UTCP）研究協力者、東京大学大学院博士課程教育リーディングプログラム「多文化共生・統合人間学プログラム」（IHS）特任助教
- 2015年4月 - 2016年3月、慶應義塾大学文学部非常勤講師
- 2016年4月 - 2021年3月、金沢美術工芸大学大学院美術工芸研究科芸術学専攻及び美術工芸専攻・美術工芸学部美術科芸術学専攻講師
- 2021年4月ー　東京大学総合文化研究科表象文化論専攻准教授

## 著書

### 単著
- 『奥村雄樹――ジュン・ヤン』 美学出版、2013年3月
- 『崇高の修辞学』 月曜社、2017年。博士論文を改稿したもの。
- 『美学のプラクティス』 水声社、2021年
- 『食客論』講談社、2023年

### 共著・部分執筆
- 『大杉栄――日本で最も自由だった男（KAWADE道の手帖）』鎌田慧、中森明夫ほか(範囲:崇高なる共同体：大杉栄の「生の哲学」とフランス生命主義)、河出書房新社、2012年。ISBN:4309740448
- 『人文学と制度』西山雄二（編）（範囲:大学とグローバリゼーション（翻訳）, ポンティニーからスリジーへ：ポンティニーの旬日会とスリジー＝ラ＝サルのコロック）、未来社、2013年。ISBN:4624011902
- 『ラッセンとは何だったのか？――消費とアートを越えた「先」』原田裕規（編） (範囲:ラッセンの（事情）聴取)、フィルムアート社、2013年。ISBN:4845913143
- 『vanitas　No.002』蘆田裕史, 水野大二郎（編）（範囲:ハトラ：「中性的なもの」の力学）vanitas編集部、2013年。ISBN:4990627814
- 『芸術教養シリーズ7　欧米のモダニズムとその後の運動（近現代の芸術史　造形篇I）』林 洋子（編）（範囲:第12章：世紀末の都市、第13章：イメージの氾濫、第15章：グローバル化するアート）、幻冬舎、2013年。ISBN:4344951638
- 『コンテンポラリー・アート・セオリー（EOS Art Books Series）』（担当:共著, 範囲:ブリオー×ランシエール論争を読む）、イオスアートブックス、2013年。ISBN:4990740300
- 『組立‐転回』（範囲:シンポジウム：今、ここにある美術批評（誌））、組立、2014年。ISBN:4990757408
- 『ART CRITIQUE n.04　メディウムのプロスティテューション』（担当:共著, 範囲:メディウムをめぐるレッスン：吉田和生の作品（2008-2013））constellation books、2014年。ISBN:4990549945
- 『ユリイカ2014年9月臨時増刊号　総特集◎イケメン・スタディーズ』（担当:共著, 範囲:徹底討議：イケメノロジーのハードコア）青土社、2014年。ISBN:4791702751
- 『nyx　ニュクス』、堀之内出版、2015年。
- 『キュレーションの現在――アートが「世界」を問い直す』、フィルムアート社、2015年。
- 『地域アート――美学/制度/日本』、堀之内出版、2016年。

### 訳書
- カンタン・メイヤスー著、『有限性の後で――偶然性の必然性についての試論』、千葉雅也、大橋完太郎共訳、人文書院、2016年。

## 論文
- 国立情報学研究所収録論文 国立情報学研究所
- 「パトスに媒介されるイメージ：偽ロンギノス『崇高論』における「パンタシアー」の概念について」表象文化論研究（イメージの作法：権力と表象）   (8) 22-37   2009年3月
- 「表象と再現前化：『哲学辞典』におけるベルクソンの「表象」概念再考」表象   (3) 122-137   2009年3月
- 「エドマンド・バークにおける言葉と情念：偽ロンギノス『崇高論』から『崇高と美の観念の起源』へ」美學   61(1) 13-24   2010年6月
- ‟Enlightenment within the Limits of Reason Alone: Kant, Foucault, Derrida”UTCP Booklet 21 (ICCT series 1: Rethinking Enlightenment in Global and Historical Contexts)   69-85   2011年3月
- 「放物線状の超越：ミシェル・ドゥギーにおける「崇高」の誇張的読解」表象   (6) 220-235   2012年3月
- ‟Words and Passions in Edmund Burke: Revisiting Burke’s 'Sublime' with Pseudo-Longinus”Aesthetics   (16) 1-10   2012年4月
- 「分有のための空間：ジャン＝リュック・ナンシーと民主主義の存在論」グローバル化時代における現代思想 vol. 2（若手研究者ワークショップ「ジャン＝リュック・ナンシー『フクシマの後で』から出発して」）   49-66   2014年1月
- 「アイロニーの概念：ヘーゲル、キルケゴール、ド・マン」『現代思想（特集 キルケゴール）』   42(2) 120-131   2014年2月
- ‟Deux moments de la métamorphose chez Bergson”UTCP Booklet 26 (Métamorphose et Catastrophe)   11-24   2014年3月
- 「第一哲学としての美学：グレアム・ハーマンの存在論」『現代思想（特集 現代思想の新展開）』   43(1) 130-142   2014年12月